# Saint-André-de-Roquepertuis
Saint-André-de-Roquepertuis är en kommun i departementet Gard i regionen Occitanien i södra Frankrike. Kommunen ligger i kantonen Pont-Saint-Esprit som tillhör arrondissementet Nîmes. År 2022 hade Saint-André-de-Roquepertuis 576 invånare.

## Befolkningsutveckling
Antalet invånare i kommunen Saint-André-de-Roquepertuis
Referens:INSEE